# Mikhaïl Koutouzov
« Koutouzov » redirige ici. Pour les autres significations, voir Koutouzov (homonymie).
Mikhaïl Illarionovitch Golenichtchev-Koutouzov (en russe : Михаил Илларионович Голенищев-Кутузов), prince de Smolensk, né le  16 septembre 1745 à Saint-Pétersbourg et mort le 28 avril 1813 à Bunzlau en Silésie, est le général en chef des armées de Russie, sous le règne du tsar Alexandre Ier. Relevé momentanément de ses fonctions à la suite de la bataille d'Austerlitz, il est écarté de l'armée et nommé gouverneur de Kiev. Après son retour au commandement, il s'illustre lors de la campagne de Russie, où sa politique de la terre brûlée force Napoléon à la retraite. Il parvient par la suite à relever le moral de l'armée russe et à l'encourager à mener une contre-offensive, en organisant le harcèlement de la Grande Armée lors de la retraite française.

## Biographie

### Premières campagnes militaires

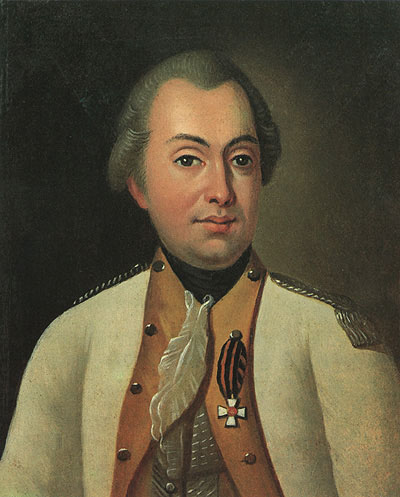
Mikhaïl Koutouzov en 1777.

Fils d'un ingénieur militaire, il embrasse la carrière des armes dès l'âge de 12 ans. En 1759, il intègre l'armée russe, alors qu'il n'est âgé que de 14 ans. Il connaît six langues, ainsi que l'arithmétique et la géographie. Débutant dans les corps d'artillerie de l'impératrice Catherine II, il participe aux campagnes de Pologne (1764-1769) et d'Ukraine avant de se distinguer dans la guerre contre les Turcs en 1788-1792. Une balle lui traverse la tête en 1773[réf. nécessaire] : il perd son œil droit. Il sert ensuite sous les ordres de son maître à penser, le général Alexandre Souvorov. En 1788, il frôle la mort encore une fois. Il récupère à temps pour prendre une part active aux dernières batailles contre les Turcs.

### Lieutenant-général et ambassadeur
Koutouzov assiste en 1788 au siège d'Otchakov, où il fait preuve d'une grande fermeté. Il est grièvement blessé dans une vigoureuse sortie de la garnison turque. Il prend ensuite une grande part à la prise d'Izmaïl, en 1790. Il est nommé en 1791 lieutenant général, puis chargé du commandement d'un corps d'armée placé entre le Prut, le Dniestr et le Danube. Après la paix avec les Turcs, il obtint le commandement de l'Ukraine et participe à plusieurs négociations diplomatiques, tant sous le règne de l'impératrice Catherine II que sous celui de son successeur le tsar Paul Ier. Il devient successivement ambassadeur à Constantinople, gouverneur-général de Finlande, commandant du corps des cadets à Saint-Pétersbourg, ambassadeur à Berlin, gouverneur militaire de Saint-Pétersbourg. Peut-être parce qu'il a refusé de participer au complot contre le tsar Paul Ier, Alexandre Ier, devenu tsar à son tour, l'écarte des postes importants.
Il est initié en franc-maçonnerie dans la loge de Ratisbonne, La Croissante aux Trois Clefs, en 1779. Il sera également membre de loges de Francfort, de Berlin, de Moscou et de Saint-Pétersbourg.

### Les guerres napoléoniennes

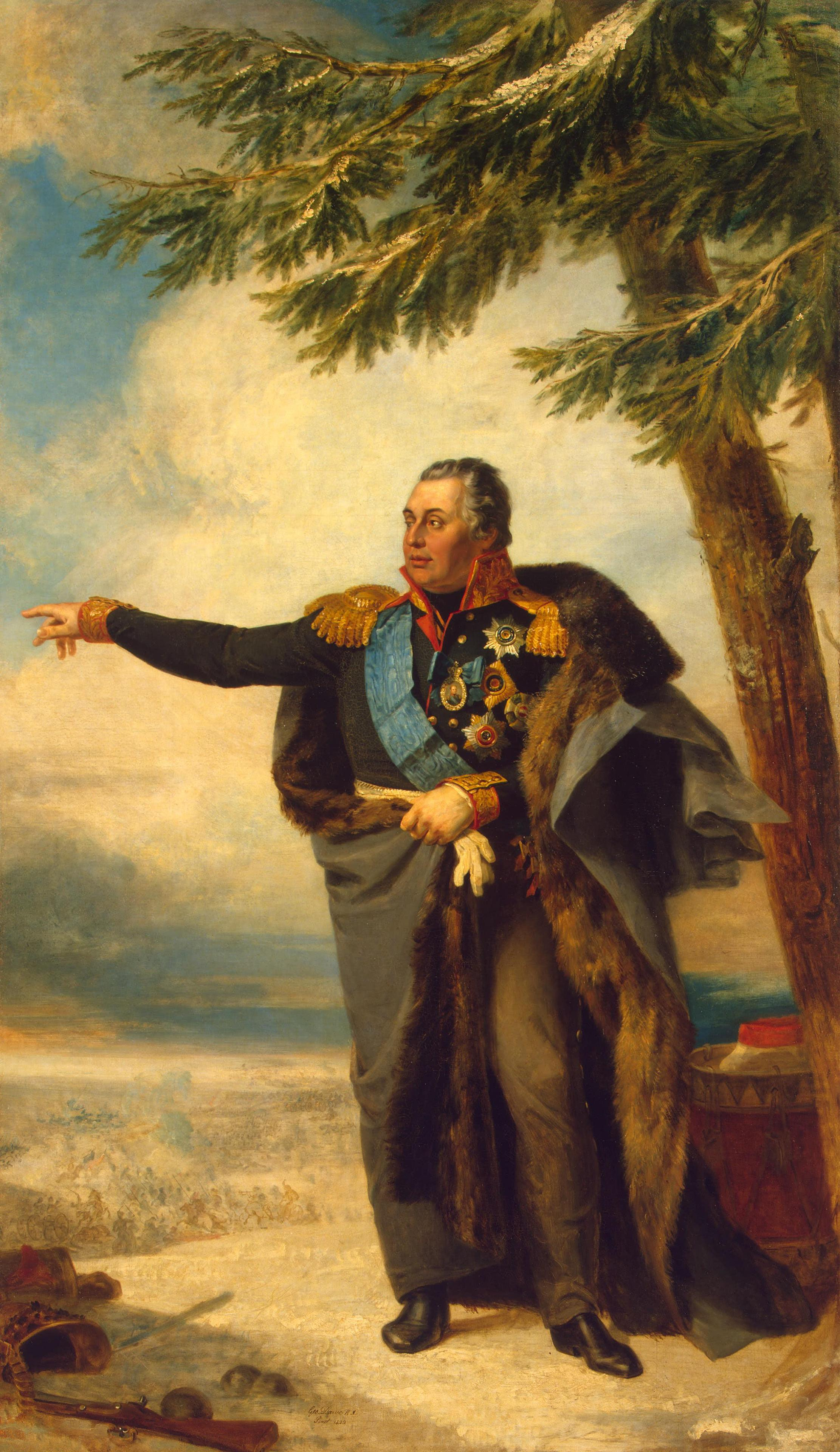
Mikhaïl Koutouzov (peinture de George Dawe, 1829, musée de l'Ermitage).

#### La campagne de 1805
En 1805, au moment de la Troisième Coalition contre la France, Koutouzov a 60 ans. Il est un chef populaire par son goût immodéré pour l'alcool et les femmes, ce qui n'empêche pas que tout le monde s'accorde à le trouver courtois, cultivé et rusé. Alexandre Ier le charge de soutenir les Autrichiens contre Napoléon Ier et le nomme commandant en chef de l'armée russe. Le 25 août, Koutouzov se met en marche vers Braunau qu'il atteint seulement le 15 octobre. Cinq jours plus tard, le feld-maréchal Mack capitule à Ulm avec toute son armée, après avoir constaté qu'il ne peut être secouru à temps par les Russes. C'est Mack en personne qui apprend la nouvelle à Koutouzov, dans son quartier-général de Braunau. 
À la suite de cette défaite, Koutouzov décide de battre en retraite pour sauver ses troupes, et amorce son repli dès le 25 octobre. Poursuivi par les Français, le lieutenant-général refuse de défendre Vienne et attaque par surprise le 8e corps du maréchal Mortier à Dürenstein, le 11 novembre 1805. Mortier parvient à échapper à Koutouzov en se frayant un passage dans les lignes russes, et l'armée coalisée continue sa retraite. Koutouzov, talonné par le maréchal Murat, se dérobe par la ruse et fait sa jonction avec les forces autrichiennes commandées par le prince de Liechtenstein.
Le 24 novembre, lors du conseil de guerre coalisé à Olmütz, Koutouzov s'oppose à affronter Napoléon et se montre favorable à un repli vers l'est, afin d'attirer les Français dans des régions dévastées. Les aides de camp du tsar persuadent néanmoins ce dernier d'attaquer, et le lieutenant-général est contraint d'obéir. À Austerlitz, il déconseille de livrer bataille. Mais le tsar, présent sur le champ de bataille, fait la sourde oreille. Après la défaite, Koutouzov qui a eu le tort d'avoir raison, tombe à nouveau en défaveur. Il est assigné à des postes d'importance mineure.

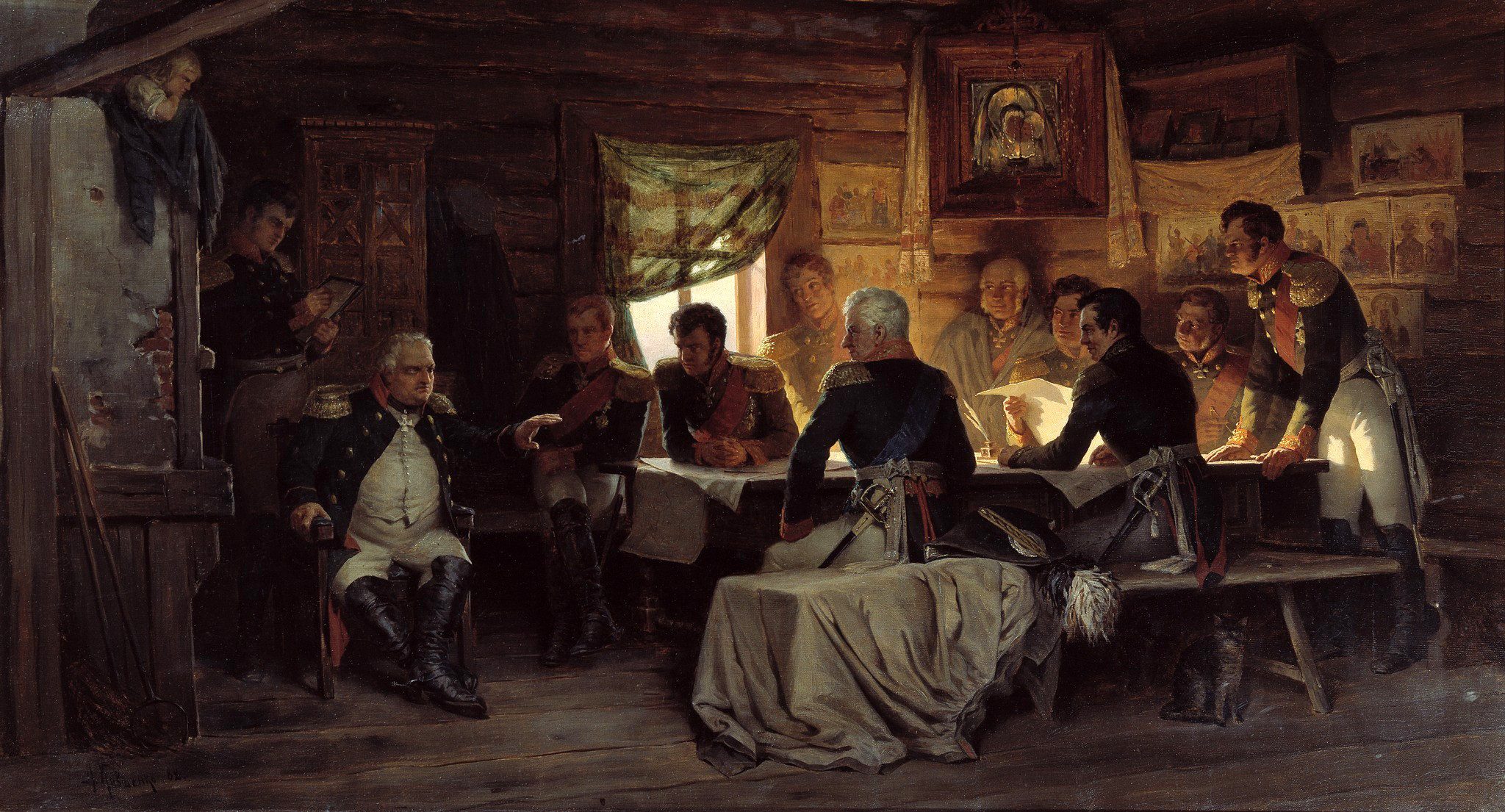
À la conférence de Fili, Koutouzov décide de l'évacuation sans combat de Moscou.

En 1811, les victoires décisives qu'il remporte contre les Turcs en Moldavie dictent les conditions de la paix lors du traité de Bucarest le 16 mars 1812 : la Moldavie orientale (dite Bessarabie, actuelle République de Moldavie) devient russe. Après la paix de Presbourg, il est élevé aux dignités de prince, de président du conseil d'État et de feld-maréchal.

#### La campagne de Russie
Le tsar lui confie à nouveau le commandement en chef de l'armée russe lors de l'invasion française de la campagne de Russie. Koutouzov applique alors la politique de la terre brûlée sur près de 2 000 km entre la frontière russe et Moscou. Évitant jusqu'au bout l'affrontement qui lui serait fatal, il laisse les 200 000 hommes de la Grande Armée s'approcher de Moscou sous les harcèlements incessants des Cosaques, qui ne sont pas sans rappeler la guérilla espagnole. Puis, il se décide enfin, aux portes de Moscou, à livrer bataille. C'est la bataille de la Moskowa (ou Borodino).
Vaincue, l'armée russe ouvre la route de Moscou que les Français trouvent abandonnée. La ville construite en bois est incendiée sous les ordres du gouverneur Rostopchine du 14 au 20 septembre, privant les 200 000 hommes de la Grande Armée d'abris pour l'hiver. Napoléon est alors contraint, le 18 octobre, en plein hiver russe, de donner l'ordre de la retraite. Koutouzov talonne l'armée en déroute qu'il harcèle avec des petits groupes. Les combats de Dorogobouj et la bataille de Krasnoï valent à Koutouzov le surnom de Smolenskoï et le grand cordon de Saint-Georges. Lors du passage de la Bérézina, les débris de la Grande Armée lui échappent de justesse.
Le feld-maréchal commande encore l'armée russe pendant les opérations en Prusse et Pologne au commencement de 1813. Mais atteint d'une septicémie, à la suite de ses nombreuses blessures, il meurt à Bunzlau en Silésie le 28 avril 1813, alors qu'il prend le commandement des forces alliées de la Sixième Coalition et s'apprête à déclencher une offensive contre les forces de Napoléon Ier.

### Famille

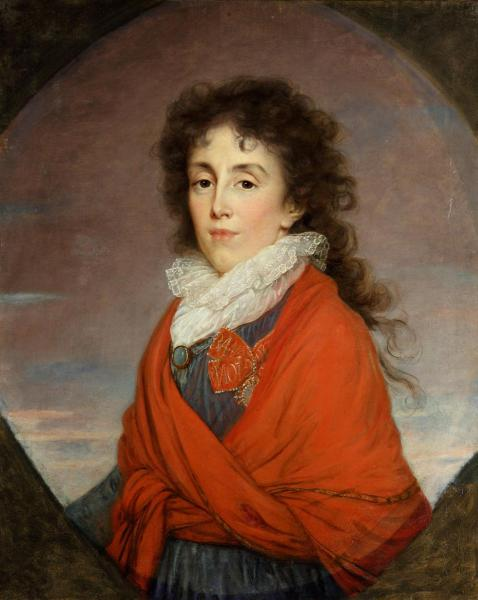
Portrait d'E. I. Golenischeva-Koutouzova (1754-1824) par Élisabeth Vigée Le Brun, musée Pouchkine, Moscou.

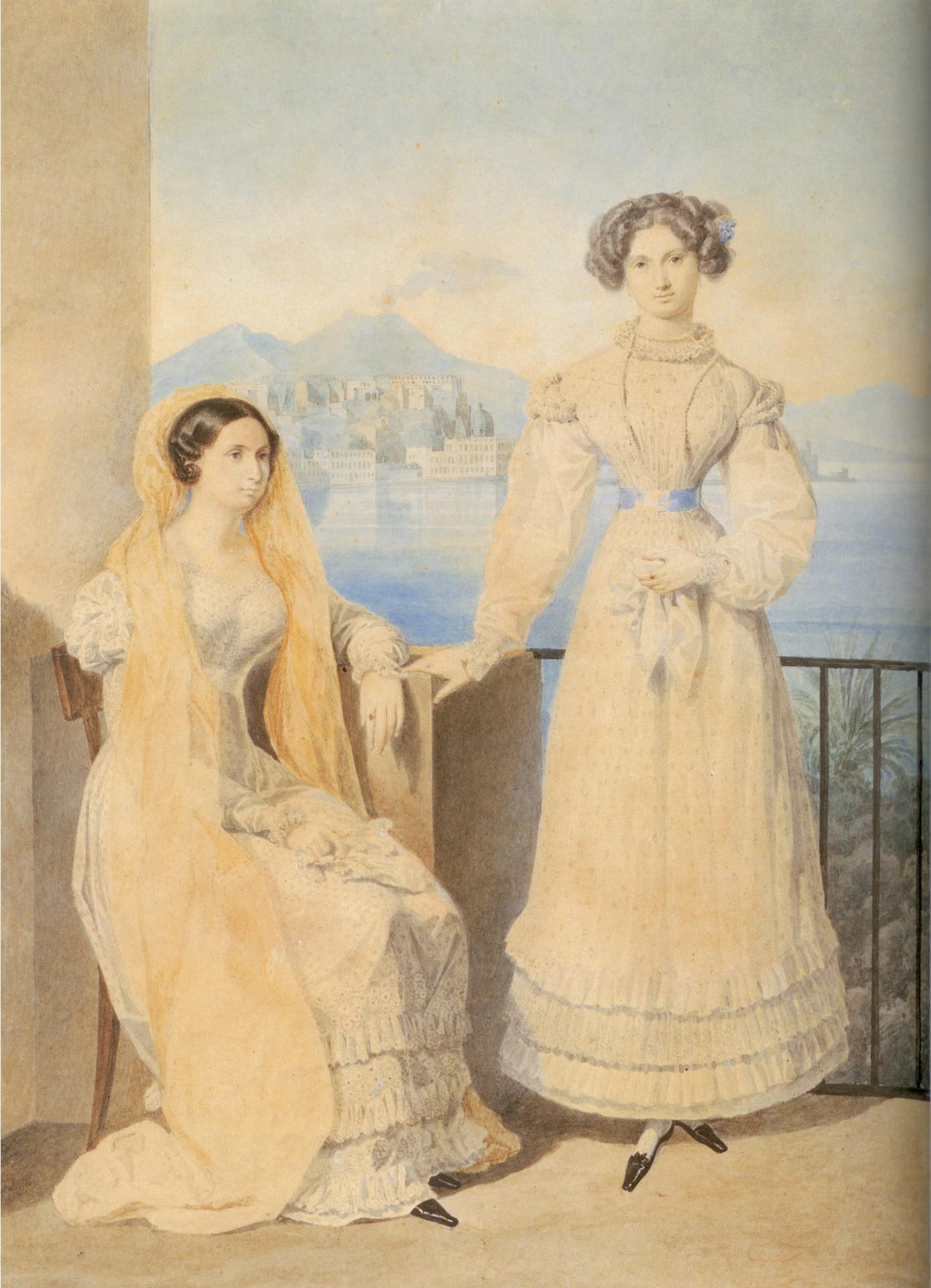
Dolly de Ficquelmont et sa sœur Catherine, petites-filles du prince Koutouzov par Alexandre Brioullov.

Le prince Koutouzov eut cinq filles :
- Praskovia (1777-1844), épouse du comte Matveï Fiodorovitch Tolstoï  (29 mars 1772, 20 novembre 1815 Polovtsov), sénateur d'où Pavel Matveïevitch Golenichtchev-Koutouzov-Tolstoï (1800–1883) héritier de son grand-père ;
- Anna (1782-1846), épouse du comte Nikolaï Zakharovitch Khitrovo (1779-1827) ;
- Catharina (1787-1826), épouse du prince Nikolaï Danilovitch Koudachev (ru) (1786-1813) ;
- Daria (1788-1854), épouse de Fedor Petrovich Opotchinine (ru) (1779-1852) et
- Elisaveta (ru) (1783-1839) qui se maria deux fois :
  - En premières noces, elle épousa le comte Fiodor von Tiesenhausen (1782-1805)[note 1] avec lequel elle eut deux filles, les comtesses Catherine (1803-1888), dame d'honneur à la cour de Russie[note 2] ; et Dorothea (1804-1863), qui épousa le général comte Charles Louis de Ficquelmont et fut la mère de la princesse Alexandrine Marie-Thérèse von Clary-und-Aldringen.
  - Après le décès du comte von Tiesenhausen à Austerlitz, la princesse Elisaveta épousa en secondes noces le général-comte Nikolaï Fedorovitch Khitrovo (1771-1819) avec lequel elle n’eut pas de descendance.

En l’absence d’héritier mâle en ligne directe, le patrimoine du prince Koutouzov passa à la famille Tolstoï.

## Postérité

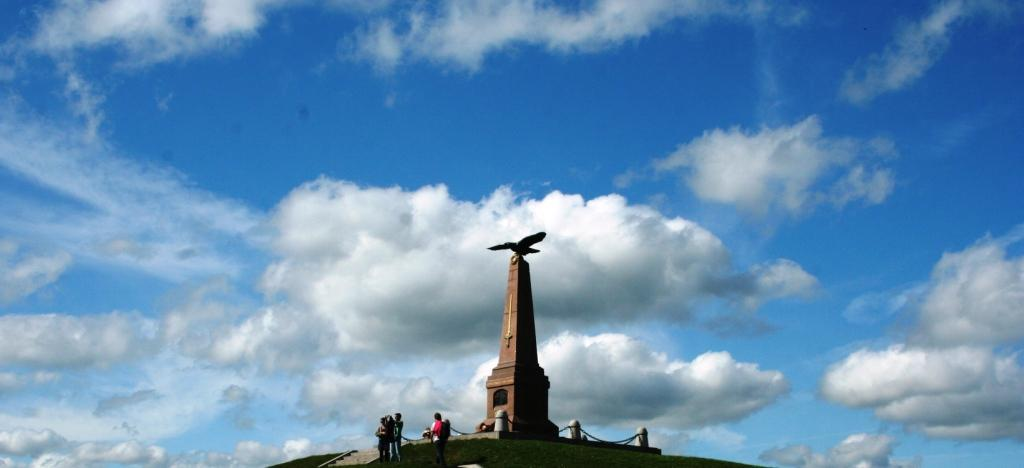
Obélisque Koutouzov situé à Borodino.

### Commémorations
Un mémorial fut érigé sur le lieu de sa mort, sur le mont Poklonnaïa à Moscou et devant la cathédrale Notre-Dame-de-Kazan de Saint-Pétersbourg, où il est enterré.
Le poète, dramaturge et romancier russe Alexandre Pouchkine lui dédia un fameux éloge sur sa sépulture.

### Décoration à son nom
Pendant l'offensive allemande (1941-1945), le gouvernement soviétique créa l'ordre de Koutouzov. Aujourd'hui, après la chute de l'Union soviétique, c'est encore une des plus hautes distinctions en Russie. Avec son maître le général Alexandre Souvorov, Koutouzov est considéré comme un des plus grands généraux russes.

### Noms de navires
De mai 1813 à 2020, au moins 24 navires ont été identifiés en Grande-Bretagne, aux États-Unis, dans l'Empire russe, en Union soviétique et en Russie, du nom de Koutouzov, comme patrimoine immatériel.

### Dans la littérature et au cinéma
- Littérature
  - Léon Tolstoï, Guerre et Paix, 1865 Tolstoï le présente comme un chef intelligent et apprécié.
- Cinéma
  - 1944 : Koutouzov de Vladimir Petrov. Koutouzov est interprété par Aleksei Dikij.
  - 1956 : Guerre et paix de King Vidor avec Audrey Hepburn, Henry Fonda (Golden Globe Award : Meilleur film étranger, 1957). Koutouzov est interprété par Oscar Homolka.
  - 1965 : Guerre et paix de Serge Bondartchouk avec lui-même et Ludmila Savelieva en 4 films (Oscar du meilleur film étranger, 1968). Koutouzov est interprété par Boris Zakhava.
  - 1980 : L'Escadron des hussards volants de Nikita Gueorguievitch Khoubov (ru) et Stanislav Rostotski. Koutouzov est interprété par Evgueni Lebedev.